# 500 Graus
"500 Graus" é uma canção da cantora e compositora brasileira Cassiane, lançada no álbum Recompensa (2001), distribuído pela gravadora brasileira MK Music.
Composição de Wilmar Siqueira, contou com produção musical e arranjos do tecladista Jairinho Manhães, marido da cantora. Com influências flamencas, "500 Graus" é uma música cristã contemporânea do subgênero pentecostal. Se tornou um sucesso imediato ao seu lançamento, e consolidou-se como um dos maiores sucessos de Cassiane no auge de sua carreira, que se deu entre os anos de 1996 a 2001.
Com frases como "irmãos sendo batizados no fogo", "500 Graus" foi um marco cultural no movimento pentecostal brasileiro e foi regravada por Cassiane no álbum 25 Anos de Muito Louvor, lançado em 2006. Além disso, também foi referência para outros artistas brasileiros, como a dupla evangélica Marcelo Dias & Fabiana, que lançou a música "Pra Lá de 500 Graus", e do cantor e drag queen brasileiro Pabllo Vittar, que sob a influência de "500 Graus", produziu "Rajadão" no álbum 111 (2020).